# Adam Pawluś
Adam Pawluś (ur. 20 maja 1955 w Jaśle) – polski prawnik i samorządowiec, działacz opozycji demokratycznej i niepodległościowej w PRL oraz organizacji polonijnych, starosta jasielski od 2016.

## Życiorys
Urodził się w 1955 roku w podkarpackim Jaśle. Wychowywał się w Przysiekach, ale jego przodkowie od strony ojca pochodzą z Bączala Dolnego. Ukończył Liceum Ogólnokształcące w Bieczu. Jest absolwentem Wydziału Prawa Uniwersytetu Jagiellońskiego (1980). 
Działał w strukturach „Solidarności” oraz udzielał porad prawnych członkom NSZZ „Solidarności” RI. Aresztowany przez władze stanu wojennego otrzymał propozycję współpracy z reżimem komunistycznym – odmówił. W lutym 1982 po napisaniu i rozkolportowaniu komunikatu wzywającego do strajku generalnego został zatrzymany i skazany wyrokiem Sądu Wojskowego na 3 lata więzienia i 2 lata pozbawienia praw publicznych. Był osadzony w zakładzie karnym w Załężu koło Rzeszowa i Hrubieszowie, skąd został zwolniony w wyniku amnestii. 
W 1989 wyemigrował do Stanów Zjednoczonych, gdzie zaangażował się w działalność Komitetu Akcja Polska. Powrócił do Polski w 1998 i rozpoczął pracę w Wydziale Organizacji i Nadzoru Urzędu Wojewódzkiego na stanowisku dyrektora, a następnie dyrektora generalnego Urzędu Wojewódzkiego w Krośnie. W latach 1999–2002 był dyrektorem Urzędu Marszałkowskiego w Rzeszowie. Od 2006 był członkiem Zarządu Powiatu w Jaśle, a od 2016 pełni funkcję starosty jasielskiego. 
W wyborach parlamentarnych w 1997 był kandydatem na senatora z ramienia Ruchu Odbudowy Polski, jednak nie uzyskał elekcji. W wyborach parlamentarnych w 2019 i 2023 bez powodzenia kandydował do Sejmu w okręgu krośnieńskiego z  listy komitetu wyborczego Prawa i Sprawiedliwości.

## Odznaczenia
- Krzyż Komandorski Orderu Odrodzenia Polski (2008)[5][6],
- Krzyż Wolności i Solidarności (2019)[7],
- Brązowy Medal Reipublicae Memoriae Meritum (2023)[8].